# Andrew Gregg

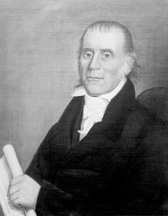
Andrew Gregg

Andrew Gregg, född 10 juni 1755 nära Carlisle, Pennsylvania, död 20 maj 1835 i Bellefonte, Pennsylvania, var en amerikansk politiker (demokrat-republikan). Han representerade delstaten Pennsylvania i båda kamrarna av USA:s kongress, först i representanthuset 1791–1807 och sedan i senaten 1807–1813.
Gregg blev invald i USA:s andra kongress. Han omvaldes sju gånger innan han 1807 efterträdde George Logan som senator för Pennsylvania. Han var senatens tillförordnade talman, president pro tempore of the United States Senate, från 26 juni till 18 december 1809. Han efterträddes 1813 som senator av Abner Lacock.
Gregg flyttade 1814 till Bellefonte och var verksam inom bankbranschen. Hans grav finns på Union Cemetery i Bellefonte. Hans dotterson Andrew Gregg Curtin var guvernör i Pennsylvania 1861–1867.